# Kei Tōme
Kei Tōme (景 冬目Kei Tōme?) es una dibujante de manga japonesa nacida el 13 de abril de 1970. Se graduó de la universidad de Arte de Tama, Tokio, obtuvo el premio Shiki en 1993 en el concurso Kōdansha por Kurogane.
Junto a su trabajo como mangaka, Kei Tōme ha sido diseñadora de personares y diseñadora de vestuarios de los videojuegos Gigawing y Gigawing 2 así como diseñadora conceptual para la película Sakuya yôkai den de Tomoo Haraguchi lanzada en el año 2000.

## Trabajos[1]

### Manga
- Acony[2][3]
- Bokura no Henbyoushi (1992–1995)
- Kurogane (1993–2001)
- Zero (1995)
- Hitsuji no Uta (1996–2003)
- The sea where the siren lives (1999)
- Sing Yesterday for Me (1999-)
- Zero (2002)
- Luno (2003)
- Fugurumakan Raihōki (2004)
- Hatsukanezumi no Jikan (2004-2008)
- Gen'ei hakurankai (2004-2011)
- Akai na (2005)
- Mahoromi: Jikuu Kenchiku Genshitan (2010-2015)
- Momonchi (2006-2009)

### Anime
- Hitsuji no Uta (4 OVA emitidas entre 2003 y 2004)
- Sing Yesterday for me (Anime de 12 episodios emitido entre abril y junio de 2020)